# Centro Social Deportivo Barber
El SV Centro Social Deportivo Barber es un club de fútbol Profesional de Curazao Ubicado En WestPunt Municipio Barber En la isla de Curazao. Fue fundado en 1951 y juega en la Liga de Curazao, Primera División.

## Palmarés

### Torneos nacionales (14)
- Campeonato de las Antillas Neerlandesas (8): 2002, 2003, 2004, 2005, 2006, 2007, 2008, 2010
- Liga de Curazao (6): 2002, 2003, 2004, 2005, 2007, 2014

## Resultados En Competiciones de la Concacaf
- Campeonato de Clubes de la CFU: 6 apariciones  2003, 2005, 2006, 2007, 2009, 2010

Campeonato de Clubes de la CFU 2003 - Primera Ronda (Región Caribe) Eliminado Por  Portmore United FC 3-1 en el resultado global.
Campeonato de Clubes de la CFU 2005 - Semifinal (Región Caribe) Eliminado Por  Portmore United FC 3-2 en el resultado global.
Campeonato de Clubes de la CFU 2006 - Primera Ronda, Etapa de Grupos (Región Caribe) Organizada Por  Harbour View FC en Jamaica.
Campeonato de Clubes de la CFU 2007 - Primera Ronda, Etapa de Grupos (Región Caribe) Organizada Por  San Juan Jabloteh en Trinidad y Tobago.
Campeonato de Clubes de la CFU 2009 - Primera Ronda (Región Caribe) Eliminado Por  Inter Moengotapoe 3-2 en el resultado global.
Campeonato de Clubes de la CFU 2010 - Primera Ronda, Etapa de Grupos (Región Caribe) Organizada Por  SV Hubentut Fortuna en Curazao.
| Competencia                    | Ediciones                          |
| ------------------------------ | ---------------------------------- |
| Campeonato de Clubes de la CFU | 2003, 2005, 2006, 2007, 2009, 2010 |

## Jugadores notables
- Marcello Pisas

- Edgar Cassiani Pérez

## Entrenadores
- Norman Girigorie 2013-presente

## Patrocinadores
- Adidas

- Datos: Q1940547